# 007 (албум)
007  је седми студијски албум српског фолк певача Жељка Шашића, снимљен у београдским студијима Lucky Sound и Numero, а издат 2003. године за Grand Production на аудио-касети и CDу.

## Списак песама
| №  | Назив                        | Текст            | Трајање |  |
| 1. | Мени добра си                | Марина Туцаковић |         |  |
| 2. | Опрости, не могу да те волим | Марина Туцаковић |         |  |
| 3. | Бебо                         | Марина Туцаковић |         |  |
| 4. | Даље усне од мојих слика     | Марина Туцаковић |         |  |
| 5. | Вулкан на Балкану            | Марина Туцаковић |         |  |
| 6. | Тело жене                    | Марина Туцаковић |         |  |
| 7. | Свиђа ми се твоја мама       | Марина Туцаковић |         |  |
| 8. | Реци збогом за збогом        | Марина Туцаковић |         |  |